# Dichotomius ocellatopunctatus
Dichotomius ocellatopunctatus là một loài bọ cánh cứng trong họ Bọ hung (Scarabaeidae).